# Monanthotaxis chasei
Monanthotaxis chasei là loài thực vật có hoa thuộc họ Na. Loài này được (N. Robson) Verdc. mô tả khoa học đầu tiên năm 1971.